# Haechan
 (juin 2020).
Si vous disposez d'ouvrages ou d'articles de référence ou si vous connaissez des sites web de qualité traitant du thème abordé ici, merci de compléter l'article en donnant les références utiles à sa vérifiabilité et en les liant à la section « Notes et références ».
Dans ce nom coréen, le nom de famille, Lee, précède le nom personnel.
Lee Dong-hyuk (hangul : 이동혁, RR : Idonghyeog), plus connu sous son nom de scène, Haechan (hangeul : 해찬 , RR : Haechan), est un chanteur et danseur sud-coréen, membre du groupe NCT et de ses sous-unités NCT 127, NCT Dream et NCT U.

## Biographie

### Enfance (2000 à 2013)
Haechan est né le 6 juin 2000 à Seoul, en Corée du Sud. Il passe une audition à SM Entertainment, après que sa mère l'ai encouragé. Il est retenu et commence son entraînement un peu plus tard. Il a été scolarisé à la Sopa, mais quitte l'école un peu après ses débuts avec NCT Dream pour se concentrer sur sa carrière.

### Pré-débuts (2013 à 2015)
Haechan rejoint SM Rookies, une équipe d'entrainement de pré-débutants, de SM Entertainment, le 23 décembre 2013. En 2014, il participe avec d'autres futurs membres du groupe NCT, à l’émission Exo90:2014, refaisant des chansons de K-pop des années 1990.

### Débuts avec NCT, NCT 127 et NCT Dream (2016)
En 2016, SM Entertainment confirme les débuts du groupe NCT et sa seconde sous-unité NCT 127, avec Taeyong, Yuta, Jaehyun, Winwin, Mark et Haechan. Ils débutent avec la chanson Fire Truck.
Quelques mois après les débuts du groupe NCT 127, SM Entertainment annonce les débuts d'une nouvelle sous-unité pour NCT, NCT Dream, composé des sept plus jeunes membres du groupe NCT, Mark, Renjun, Jeno, Haechan, Jaemin, Chenle et Jisung. Ils débutent en août avec Chewing Gum, bientôt accompagné d'une version chinoise et d'un nouveau clip vidéo.

### Retours avec NCT 127 et NCT Dream (2017)
Le 5 janvier, NCT 127 fait son premier retour avec Limitless. Deux clips vidéo sont postés, dont une vidéo de performance.
Le 1er février, NCT Dream révèle que le 9 février sortira leur premier album physique, The First, avec My First and Last comme titre principal. Ils remportent leur première victoire dans une émission musicale le 14 février, à The Show.
Le 14 juin, NCT 127 fait de nouveau un retour avec l'extended play, Cherry Bomb et sa chanson titre du même nom. Ils gagnent eux aussi leur premier prix dans une émission musicale.
Le 17 août, NCT Dream reviennent avec l'extended play, We Young et sa chanson titre du même nom, puis en décembre, avec la chanson de Noël, Joy.

### Débuts avec NCT 2018 et fracture du tibia (2018)
Le 14 mars, NCT 2018 sort Black on Black, chanson titre de l'album NCT 2018 Empathy. L'album comporte à la fois des chansons du groupe NCT U, NCT 127 et NCT Dream.
Le 3 septembre, NCT Dream sort We Go Up, avec la chanson titre du même nom. We Go Up est la dernière chanson de la sous-unité avec Mark. 
Le 12 octobre, NCT 127 sort Regular-Irregular, avec sa chanson titre Regular, existante en deux versions, la version anglaise et coréenne. La chanson marque les premières promotions américaine de la sous-unité. Le 23 novembre, ils sortent leur première réédition, nommée Regulate, avec comme chanson titre, Simon Says.
Le 19 décembre, SM Entertainment annonce une pause pour Haechan. En effet, l'agence annonce qu'il s'est blessé en répétant pour la future tournée du groupe NCT 127. Les médecins lui ont diagnostiqué une fracture du tibia. Sa pause durera six mois.
Le 31 décembre, NCT Dream sort le single, Candle Light pour le projet SM Station X. La chanson et le clip vidéo ont été enregistrés et tournés avant que SM Entertainment annonce la pause de Haechan. Il apparaît donc dans la chanson et son clip vidéo.

### Neo City - The Originet débuts avec NCT U (2019)
Le 26 janvier, NCT 127 entame sa première tournée mondiale, Neo City - The Origin. Haechan ne participer à la première partie de la tournée, pour cause, sa blessure au tibia. Malgré sa pause, il participe quand même à la chanson japonaise, Wakey Wakey. Le 24 mai, NCT 127 sort We Are Superhuman, avec en chanson titre, Superhuman. Haechan, déjà sortis de pause, a pu participer pleinement au retour.
Le 26 juin, NCT Dream fais son premier retour sans Mark, avec We Boom et sa chanson titre, Boom.
Le 13 décembre, Haechan rejoint NCT U avec la SM Station, et la chanson Coming Home.

### Retour avec NCT 127 et restructuration de NCT Dream (2020)
Le 27 janvier, NCT 127 dévoile Dreams Come True, de Neo Zone le 6 mars, avec Kick It. Le 19 mai, une réédition de Neo Zone sort. Il est intitulé Neo Zone : The Final Round et a pour chanson titre, Punch.
Le 29 avril, NCT Dream sort Reload et sa chanson titre Ridin'. C'est leur dernier retour à six avant le retour de Mark dans la sous-unité après la restructuration du groupe.
Puis le 10 mai 2021 NCT DREAM sort leur premier album complet "Hot Sauce" après le retour de Mark. (YouTube.com, NCT dream official social networks)
Le 28 juin 2021 NCT DREAM dévoile le repackage de leur album avec la chanson "Hello Future" qui s'accompagne du titre "Bungee" et "Life is still going on".(YouTube.com, Sm entertainment)
Le 27 septembre 2021 Haechan fait son retour avec NCT 127 à l'occasion de l'album "STICKER" avec pour chanson principale "Sticker".(YouTube.com, SM Entertainement)
Le 25 octobre 2021 le repackage "Favorite (Vampire)" est dévoilé avec les chansons "Love on the floor" et "Pilot". (YouTube.com, Sm entertainement)
Puis il entame avec NCT 127 leur deuxième tournée "Neo City The Link" avec un concert à Séoul le 18 décembre 2021.(NCT 127 official social networks, SM entertainement)
En mars 2022, Haechan sort son premier OST(original soundtrack) "Good Person" issu d'un drama.(YouTube.com)
 
Le 28 mars 2022, NCT Dream sort un nouvel album intitulé "버퍼링 (Glitch mode) avec plusieurs autres titres comme "Arcade". (NCT dream official Social networks, Sm entertainement,YouTube.com)

## Discographie

### Albums studio
- 2018 : NCT 2018 Empathy (NCT)
- 2018 : Regular-Irregular (NCT 127)
- 2019 : Awaken (NCT 127)
- 2020 : Neo Zone (NCT 127)

### Rééditions
- 2018 : Regulate (NCT 127)
- 2020 : Neo Zone: The Final Round (NCT 127)

### Albums single
- 2017 : The First (NCT Dream)

### EP
- 2016 : NCT#127 (NCT 127)
- 2017 : Limitless (NCT 127)
- 2017 : Cherry Bomb (NCT 127)
- 2017 : We Young (NCT Dream)
- 2018 : Chain (NCT 127)
- 2018 : We Go Up (NCT Dream)
- 2018 : Up Next Session : NCT 127 (NCT 127)
- 2019 : We Are Superhuman (NCT 127)
- 2019 : We Boom (NCT Dream)
- 2020 : The Dream (NCT Dream)
- 2020 : Reload (NCT Dream)

### Singles
- 2016 : Fire Truck (NCT 127)
- 2016 : Chewing Gum (NCT Dream)
- 2017 : Limitless (NCT 127)
- 2017 : My First and Last (NCT Dream)
- 2017 : Cherry Bomb (NCT 127)
- 2017 : We Young (NCT Dream)
- 2018 : Touch (NCT 127)
- 2018 : Go (NCT Dream)
- 2018 : Chain (NCT 127)
- 2018 : We Go Up (NCT Dream)
- 2018 : Regular (NCT 127)
- 2018 : Simon Says (NCT 127)
- 2019 : Boom (NCT Dream)
- 2020 : Ridin' (NCT Dream)

### Singles promotionnels
- 2016 : Taste the Feeling (NCT 127)
- 2017 : Trigger the Fever (NCT Dream)
- 2017 : Joy (NCT Dream)
- 2018 : Candle Light (NCT Dream)

## Vidéographie
- 2016 : Fire Truck (NCT 127)
- 2016 : Taste the Feeling (NCT 127)
- 2016 : Chewing Gum (NCT Dream)
- 2016 : Switch (NCT 127)
- 2017 : Limitless (NCT 127)
- 2017 : My First and Last (NCT Dream)
- 2017 : Cherry Bomb (NCT 127)
- 2017 : We Young (NCT Dream)
- 2017 : Joy (NCT Dream)
- 2018 : Touch (NCT 127)
- 2018 : Go (NCT Dream)
- 2018 : Black on Black (NCT)
- 2018 : We Go Up (NCT Dream)
- 2018 : Regular (NCT 127)
- 2018 : Simon Says (NCT 127)
- 2018 : Candle Light (NCT Dream)
- 2019 : Wakey Wakey (NCT 127)
- 2019 : Superhuman (NCT 127)
- 2019 : Boom (NCT Dream)
- 2019 : Coming Home (NCT U)
- 2020 : Dreams Come True (NCT 127)
- 2020 : Kick It (NCT 127)
- 2020 : Punch (NCT 127)
- 2020 : Ridin' (NCT Dream)